# دليل متناقل

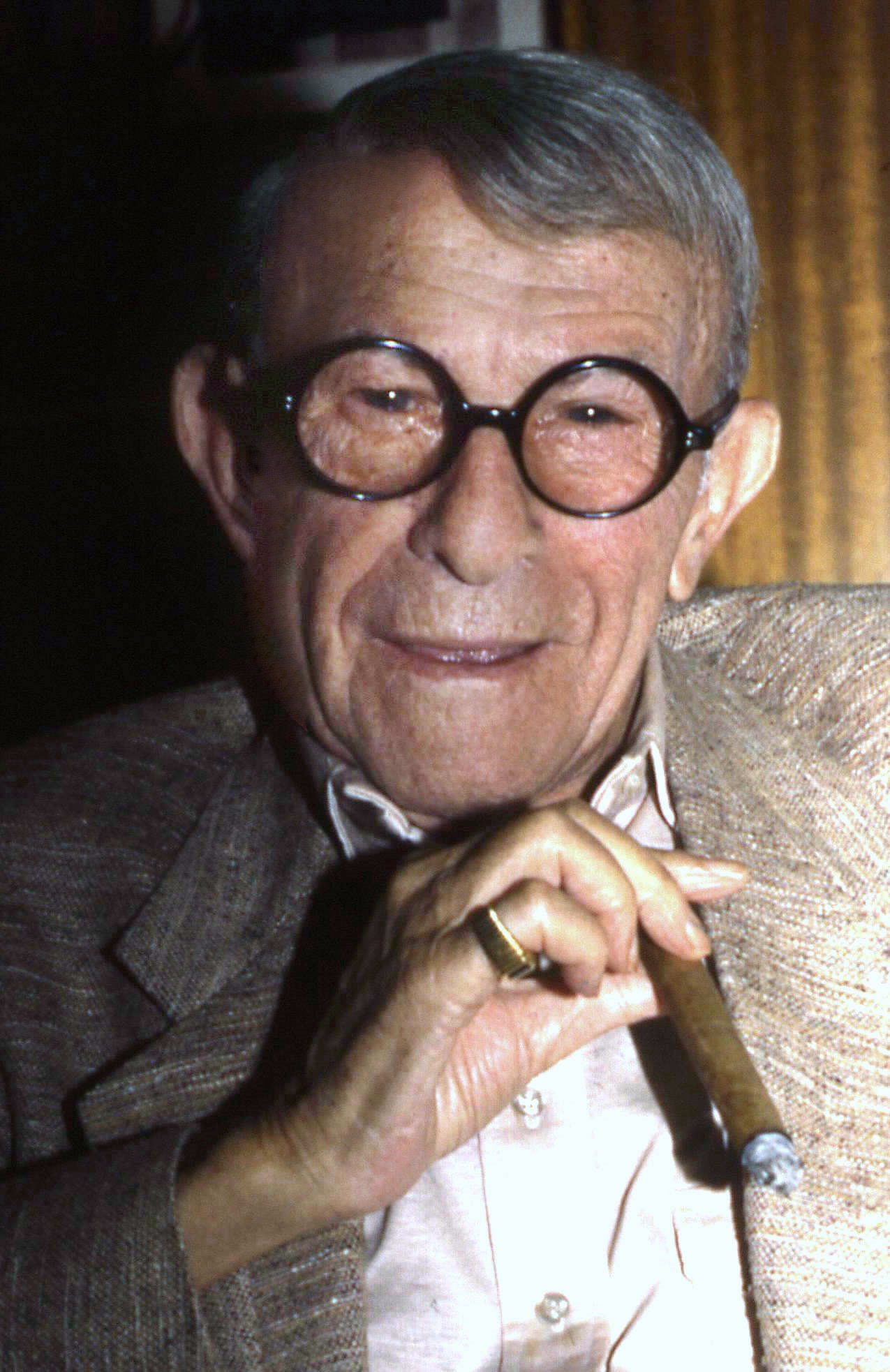

الدَّليل المُتَناقَل هو دليل مبني على القصص: أدلّة مُجَمّعة بطريقة غير رسميّة أو غير نظاميّة وتعتمد بشكلٍ كبير أو حتّى بشكلٍ كلّي على الشهادة الشخصيّة.
يستخدم المصطلحُ أحيانًا في سياقٍ قانونيّ لوصف أنواع معيّنة من الشهادات التي لا تدعمها أيّ أدلّة موضوعيّة مستقلّة كالوثائق المصادق عليها والصور الفوتوغرافية والتسجيلات الصوتيّة والمرئيّة وما إلى ذلك.
غالباً ما تُسمّى التقارير المتناقلة عند استخدامها في الإعلان أو الترويج لمنتج أو لخدمة أو لفكرة ما بأنّها «برهان» مضبوط بشكلٍ كبير، أو مرفوض بشكل كامل في العديد من السلطات القضائيّة.
عند مقارنة الأدلة المتناقلة مع أنواع الأدلّة الأخرى يعتبر الدليل المتناقل بشكلٍ عامّ محدوداً في قيمته، ويرجع ذلك إلى عدد نقاط الضعف التي يحملها، ولكن يمكن بالمقابل ضمّ بعض الأدلّة المتناقلة إلى نطاق المنهج العلمي في حال كانت تجريبيّة وقابلة للتحقّق، على سبيل المثال دراسة الحالات في الطب. غير أنّ الأدلّة المتناقلة الأخرى لا تعتبر أدلّة علميّة، لأنّه من غير الممكن التحقّق من صحّتها بالطرق العلميّة. عند طرح دليل متناقل واحد أو أكثر فهناك احتمال كبير أن تكون هذه الدلائل غير جديرةٍ بالثقة وذلك بسبب الانتقائيّة في اختيارها، وتواترها، أو لكونها لا تمثّل الحالة النمطيّة والنموذجية. وبالمثل فقد وجد علماء النفس أنّه من المرجّح أن يتذكّر الناس بشكلٍ عامّ الأمثلةً البارزة وغير الاعتياديّة بدلاً من تذكّرهم للأمثلة النمطيّة، ويعود ذلك إلى الانحياز المعرفي.
وبالتالي، حتّى عندما لا يمثّل الدليلُ المتناقلُ الدقيقُ تجربةً نموذجيّةً، فيتطلب التحديد الدقيق لما إذا كانت الحكاية نموذجيّة أم لا أدلّةً إحصائيّة. تعتبر إساءة استخدام الأدلّة المتناقلة مغالطةً غير رسميّة، ويُشارُ إليها أحيانًا باسم مغالطة «الشخص الذي بالانكليزية person who» («أعرف شخصًا...»؛ «لدي معرفة بحالة حيث...»، إلخ) وهو ما يضفي أهميّة غير مُستحقّة على تجارب الأقران التي من الممكن ألّا تكون تجارب نموذجيّة.
قد توضع مصداقيّة جميع أشكال الأدلّة المتناقلة موضع شكٍّ من خلال التقييم المستقلّ والموضوعيّ. وذلك نتيجة للطريقة غير الرسميّة التي يتم بها جمع المعلومات أو توثيقها أو تقديمها أو أي مزيجٍ من العمليّات الثلاثة. غالبًا ما يُستخدم مصطلح «الأدلّة المتناقلة» لوصف الأدلّة غير المبنيّة على أيّة وثائق، ممّا يجعل من عمليّة التحقّق منها تعتمد فقط على مدى مصداقيّة الطرف الذي يقدّم الأدلة.

## السياق العلمي
تشمل تعاريف الأدلّة المتناقلة في العلوم على ما يلي:
- ملاحظات أو مؤشرات عَرَضيّة بدل التحليل الدقيق أو العلمي[6]
- المعلومات التي تمّ نقلها شفهياً ولكنّها غير موثقة علميا

يمكن أن يكون للدّليل المتناقل درجات متفاوتة من الرسميّة. ففي الطبّ مثلاً، يسمّى الدليلُ المتداولُ المنشورُ من قبل مراقب مُدَرَّب (طبيب) تقريرَ حالة، ويخضع للمراجعة والتدقيق. على الرغم من أن هذه الأدلّة لا تُعتبر قاطعة، إلا أنها تُعتبر أحيانًا دعوة إلى دراسة علميّة أكثرَ صرامة للظاهرة المدروسة. على سبيل المثال، أثبتت إحدى الدراسات أنّ 35 من 47 تقرير متناقل عن الآثار الجانبيّة للمخدّرات اتّضح فيما بعد أنّها «صحيحة بشكلٍ واضح.»
الدليل المتناقل هو الأقلّ جدارة بالاعتماد عليه من بين أنواع المعلومات العلميّة. يمكن للباحثين استخدام الأدلّة المتناقلة لاقتراح فرضيّات جديدة، ولكن لا يتمّ استخدامها على الإطلاق للتحقّق من صحّة الأدلّة.
غالبًا ما تكون الأدلة المتناقلة غير علميّة أو علميّة زائفة، بسبب احتمال تأثير الأشكال المختلفة من الانحياز المعرفي على جمعِ الأدلّة أو تقديمها. على سبيل المثال، قد يقدّم شخصٌ ما يدّعي أنّه واجه كائن خارق للطبيعة أو كائن فضائي قصّة قويّة للغاية، ولكنّ قصّته غير قابلة للتحقّق. يمكن أن تحدث هذه الظاهرة أيضًا لمجموعات كبيرة من الأشخاص من خلال التحقق الذاتي غير الموضوعي.
وكثيرا ما يساء تفسير الأدلّة المتناقلة من خلال «التفسيرات المتاحة»، مما يؤدّي إلى المبالغة في تقدير انتشارها، فيبالغ الناس عادة في ربط أي حدث مع أيّ سبب (متاح)، ليس بينهما –بالضرورة- أية علاقة سوى أنّه من الممكن ربطهما معاً. على وجه الخصوص، تبدو السرديّات القويّة المشحونة عاطفياً أكثر قابليّة للتصديق، ويُعطيها الناس حجماً أكبرَ من حجمها الطبيعي. ومن الجدير بالذكر أنّه عادة ما يكون من المستحيل تقييم كل جزئيّة من الأدلة المتناقلة، وتقييم معدّل الأشخاص الذين لا يبلّغون عن تلك الأدلة المتتاقلة من عموم السكان.
هناك طريقة شائعة تصبح فيها الأدلّة المتناقلة غير علميّة، من خلال المنطق المنطوي على المغالطة، كمغالطة التزامن المعروفة بـ (Post hoc ergo propter hoc) وتعبّر هذه المغالطة عن الميل البشري إلى افتراض أنّه في حال حدوث أمرٍ ما بعد آخر، فيجب أن يكون الأول هو المسبّب للثاني، مغالطة أخرى تنطوي على منطق الاستدلال الاستقرائي، فعلى سبيل المثال إذا كانت الحكاية تدلّ على استنتاج مرجوّ ما بدلاً من الاستنتاج المنطقي فإنّها تُعتبر معيبة أو يمكن اعتبارها تعميماً متسرّعاً. على سبيل المثال: فيما يلي دليل متناقل مقدّم كدليل لنتيجة مرجوّة:
هناك برهان قويّ على أنّ مياه الشرب تشفي من السرطان. قفد قرأت في الأسبوع الماضي عن فتاة تحتضر بسبب مرض السرطان، وشفيت تماماً بعد أن شربت الماء.
لا تثبت مثل هذه الحكايات أيّ شيءٍ على الإطلاق. في أيّ حال من الحالات التي يؤثر فيها عامل ما على احتمال وجود نتيجة، بدلاً من تحديده بشكل غير قابلٍ للشكّ، فإنّ الحالات الفردية لا تثبت أيّ شيءٍ على الإطلاق، مثلا «اعتاد جدّي أن يدخّن 40 سيجارة يوميّاً حتى وفاته في التسعين» و «أختي التي لم تقترب من أيّ شخص مدخّن ماتت بسبب سرطان الرئة». تشير الحكايات غالبًا إلى الاستثناء، بدلاً من القاعدة: «الحكايات عديمة الفائدة على وجه التحديد لأنّها قد تشير إلى استجابة ذاتيّة.»
بشكل عام، فإنّ وجودَ ارتباط ٍإحصائيّ بين الأشياء لا يثبتُ -بحدّ ذاته- أنّ أحدهما هو سبب للآخر (رابطة سببية). فمثلاً وجدت إحدى الدراسات أنّ مشاهدة التلفاز كانت مرتبطة بشدّة مع استهلاك السكر، لكن هذا لا يثبت أن مشاهدة التلفاز تسبّب تناول السكر (أو العكس).